# Digimon Adventure 02: The Beginning
Digimon Adventure 02: The Beginning (japanisch デジモンアドベンチャー02 THE BEGINNING) ist ein japanischer Animefilm, der von Tōei Animation produziert und von Yumeta Company animiert wurde. Der Film gilt als Abschluss der in der Fernsehstaffel Digimon 02 begonnenen Handlung und spielt in der gleichen Kontinuität wie die erste Staffel der Digimon-Fernsehserien sowie der Filmreihe Digimon Adventure tri. Regisseur ist Tomohisa Taguchi und Drehbuchautor Akatsuki Yamatoya, die bereits bei Digimon Adventure: Last Evolution Kizuna mitgewirkt haben. Zur AnimagiC 2023 besuchte Digimon-Produzent Yosuke Kinoshita die deutsche Stadt Mannheim und gab mit KSM Anime die Premiere für den Film in Deutschland bekannt.

## Handlung
Im Februar 2012 schwebt ein großes Digi-Ei über dem Tokyo Tower. Im Zuge dessen breitet sich auf allen digitalen Geräten auf der Welt die Nachricht „Ich wünschte, jeder hätte einen Freund und jeder hätte ein Digimon“ aus. Eine Woche nach dem Erscheinen des Digi-Eies treffen sich Yolei, Cody, Ken, T.K. und Kari mit ihren Digimon in Davis’ Ramen-Restaurant und sehen im Fernsehen, wie ein junger Mann den Tokyo Tower hinaufklettert und ein altes Digivice bei sich trägt. Sie eilen dorthin und retten ihn, nachdem er beim Klettern abgestürzt ist. Der 20-jährige Rui berichtet ihnen, dass er der erste Mensch sei, der eine Partnerschaft mit einem Digimon eingegangen sei, und dass es sich bei dem Digi-Ei um jenes seines ehemaligen Partners Ukkomon handele. Die Digiritter entscheiden sich, Rui zu helfen, sein Digimon zu erreichen.
Davis, Ken und Rui fliegen auf Paildramon über das Ei, wobei die Drei von Paildramon in das Ei abstürzen. Sie finden sich daraufhin in der Vergangenheit wieder. Am 29. Februar 1996 sehen sie den gerade vier Jahre alt gewordenen Rui, wie er mit seiner Mutter nach Hause geht. Der kleine Rui wird von seiner Mutter körperlich misshandelt, sein Vater ist schwer krank und in der Wohnung an lebenserhaltende Maschinen angeschlossen. Als Rui auf dem Sofa einnässt, sperrt seine Mutter ihn auf dem Balkon aus. Dort trifft er erstmals auf Ukkomon und erhält sein Digivice. Kurz darauf verlassen der erwachsene Rui, Davis und Ken das Digi-Ei und kehren in die Gegenwart zurück.
Rui berichtet anschließend über das weitere Geschehen: Ukkomon sei ein mächtiges Digimon, das Wünsche erfüllen könne. Der kleine Rui wünscht sich, glücklich zu sein. Als seine Mutter ihn wieder vom Balkon holen will, wirkt Ukkomon auf sie ein, worauf sich die Lebenssituation für Rui ab dann vollständig ändert, sie ihn fürsorglich behandelt und er über Jahre ein unbeschwertes Leben führen kann. Auch sein Vater wird wieder gesund und Ukkomon sorgt dafür, dass andere Kinder mit Rui befreundet sein möchten. Einige Jahre später, dem Tag, als Imperialdramon gegen Armageddemon kämpft, sterben Ruis Eltern plötzlich in deren Wohnung. Ukkomon lässt seine Tentakel in beide Körper fahren und belebt sie so wieder. Rui ist allerdings entsetzt über Ukkomons Handeln, begreift, dass andere Menschen durch Ukkomon für ihn manipuliert werden, greift es an und zerstört mit einem Baseballschläger das Digivice. Dabei springt dieses in sein rechtes Auge und beschädigt es irreversibel. Ukkomon entfernt sich daraufhin sein eigenes rechtes Auge und setzt es Rui ein. Nachdem er Ukkomon im Zorn gesteht, dass er absolut unglücklich wegen der Handlungen Ukkomons sei, stirbt sein Digimon sowie damit auch seine Eltern. Er wächst in den nächsten Jahren bei Verwandten auf.
Die Digiritter und Rui werden Zeuge, wie sich das Digi-Ei über dem Tokyo Tower öffnet, daraus ein digitiertes Ukkomon schlüpft und unzählige andere Digi-Eier freigibt. Die Digiritter mutmaßen, dass Ukkomon an diesem 29. Februar 2012, Ruis Geburtstag, jedem Menschen einen Digimon-Partner zuteilen möchte, was jedoch zu Chaos auf der Erde führen könnte, und beschließen, es zu besiegen. Dafür greifen sie es an und ermöglichen es Rui, ein Gespräch mit Ukkomon zu führen, wozu Rui in dessen Inneres einkehrt. Er findet sich erneut im Jahr 1996 wieder, spricht diesmal allerdings mit seiner Mutter und bittet sie, freundlicher zu ihrem Sohn zu sein. An diesem Abend wird der kleine Rui nicht auf den Balkon gesperrt und der erwachsene kann dort mit Ukkomon sprechen. Beide versöhnen sich und Ukkomon bittet Rui, es zu töten, damit sie in der Zukunft wieder zusammen sein können. Die Digiritter besiegen anschließend das digitierte Ukkomon, wodurch es sich in ein Digi-Ei zurückverwandelt und Rui sein rechtes Auge wieder verliert. Im gleichen Zuge zersetzen sich alle Digivices auf der Welt, die als Bindung der Menschen mit ihren Digimon-Partnern gelten, jedoch bleiben die Digimon bei ihren menschlichen Partnern. Wenig später rührt sich Ukkomons Digi-Ei in Ruis Hand, der sich darüber freut.

## Veröffentlichungen
Auf dem DigiFes 2021 wurde der Film zum ersten Mal erwähnt, zum DigiFes 2022 wurde der Titel des Filmes bekanntgegeben. Auf dem DigiFes 2022 wurde außerdem auch eine erste Vorschau des Filmes präsentiert, in der die Begegnung der Digiritter mit Rui Ōwada zu sehen ist. Am 30. Juli 2022 wurden weitere Informationen bekannt gegeben mit ersten Bilder, Handlungsinformationen und einer Vorschau. Am 5. Oktober 2023 fand eine Vorschauvorführung des fertigen Werks mit Bühnengrüßen der Besetzung statt. Der Film lief am 27. Oktober 2023 in den japanischen Kinos sowie am selben Tag in Deutschland in den Kinos mit deutschem Untertitel. Der Film wurde in insgesamt 250 deutschsprachigen Kinos gezeigt. Der Film (japanischen Synchronisation mit OMU) zählte 8513 Besucher in den deutschen Kinos. KSM Anime kündigte 2023 eine deutsche Synchronisation an, ebenfalls für Kinovorführungen. Ab dem 2. Mai 2024 wurde die deutsche Synchronfassung in Kinos gezeigt.

## Synchronisation
Die deutsche Synchronfassung entstand bei Think Global Media GmbH unter der Regie von René Dawn-Claude.
| Rollenname             | Japanischer Sprecher (Seiyū) | Deutscher Sprecher  |
| ---------------------- | ---------------------------- | ------------------- |
| Davis Motomiya         | Fukujūrō Katayama            | Fabian Hollwitz     |
| Veemon                 | Junko Noda                   | Michael Bauer       |
| Yolei Inoue            | Ayaka Asai                   | Julia Meynen        |
| Cody Hida              | Yoshitaka Yamaya             | Sebastian Fitzner   |
| Kari Kamiya            | Mao Ichimichi                | Marie-Luise Schramm |
| Takeru „T.K.“ Takaishi | Junya Enoki                  | Nicolás Artajo      |
| Ken Ichijouji          | Arthur Lounsbery             | Timmo Niesner       |
| Rui Ōwada              | Megumi Ogata                 | Marco Eßer          |
| Hawkmon                | Kōichi Tōchika               | Bernd Vollbrecht    |
| Armadillomon           | Megumi Urawa                 | Dirk Müller         |
| Patamon                | Miwa Matsumoto               | Hans Hohlbein       |
| Gatomon                | Yuka Tokumitsu               | Katrin Zimmermann   |
| Wormon                 | Naozumi Takahashi            | Karlo Hackenberger  |